# Solyndra

Solyndra logo.

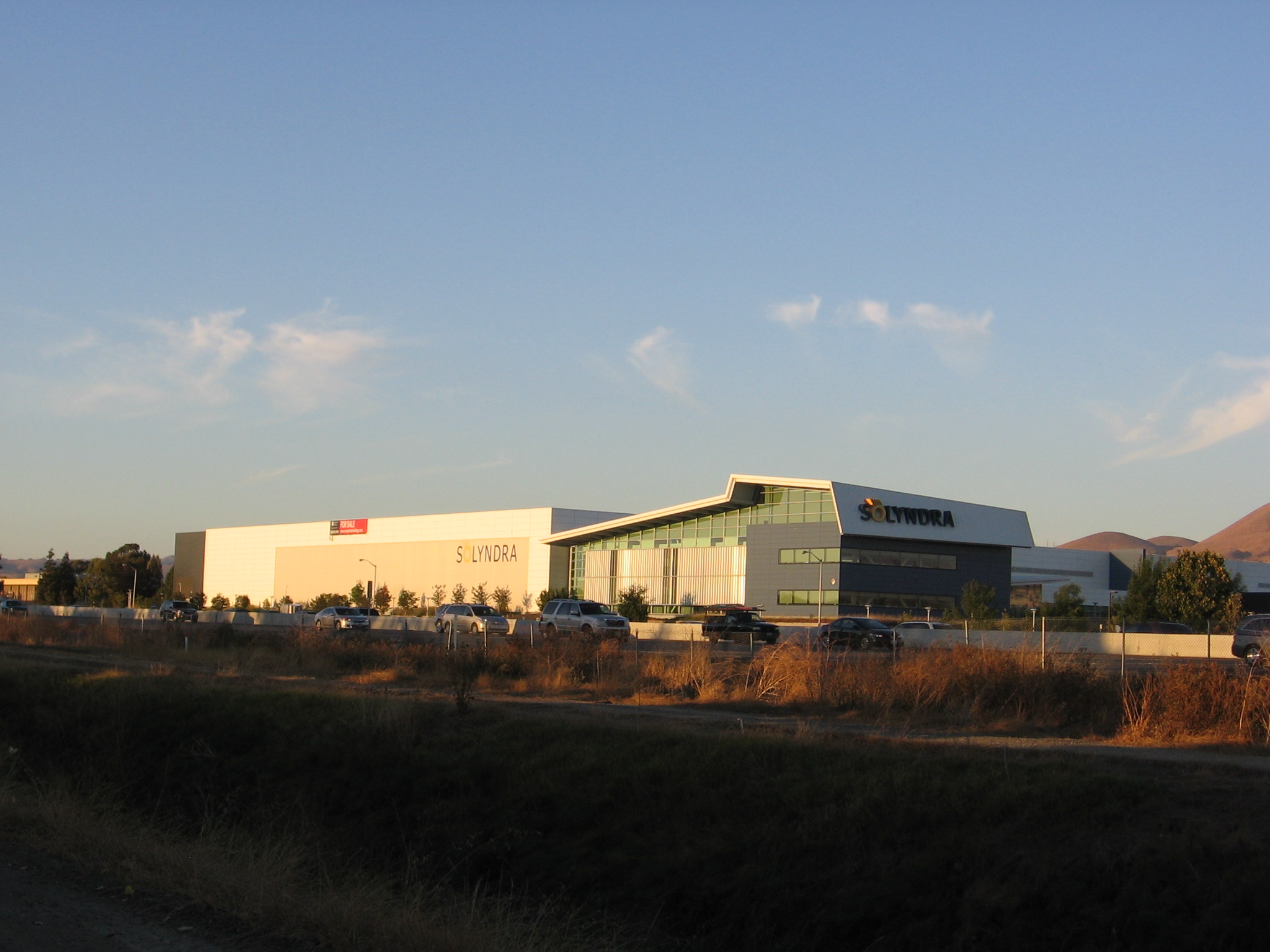
Företagets anläggning i Fremont.

Solyndra var ett företag som tillverkade cylindriska solpaneler av TFPV-modell. Företaget grundades 2005. 2011 begärdes det i konkurs. 

## Konkurs och utredning
Den 31 augusti 2011 gick företaget ut med att de begärts i konkurs, att de skulle avskeda 1100 anställda och stoppa all tillverkning.